# Alpen-Enzian
Der Alpen-Enzian (Gentiana alpina) oder Südalpen-Enzian ist eine Pflanzenart aus der Gattung der Enziane (Gentiana) innerhalb der Familie der Enziangewächse (Gentianaceae).

## Beschreibung

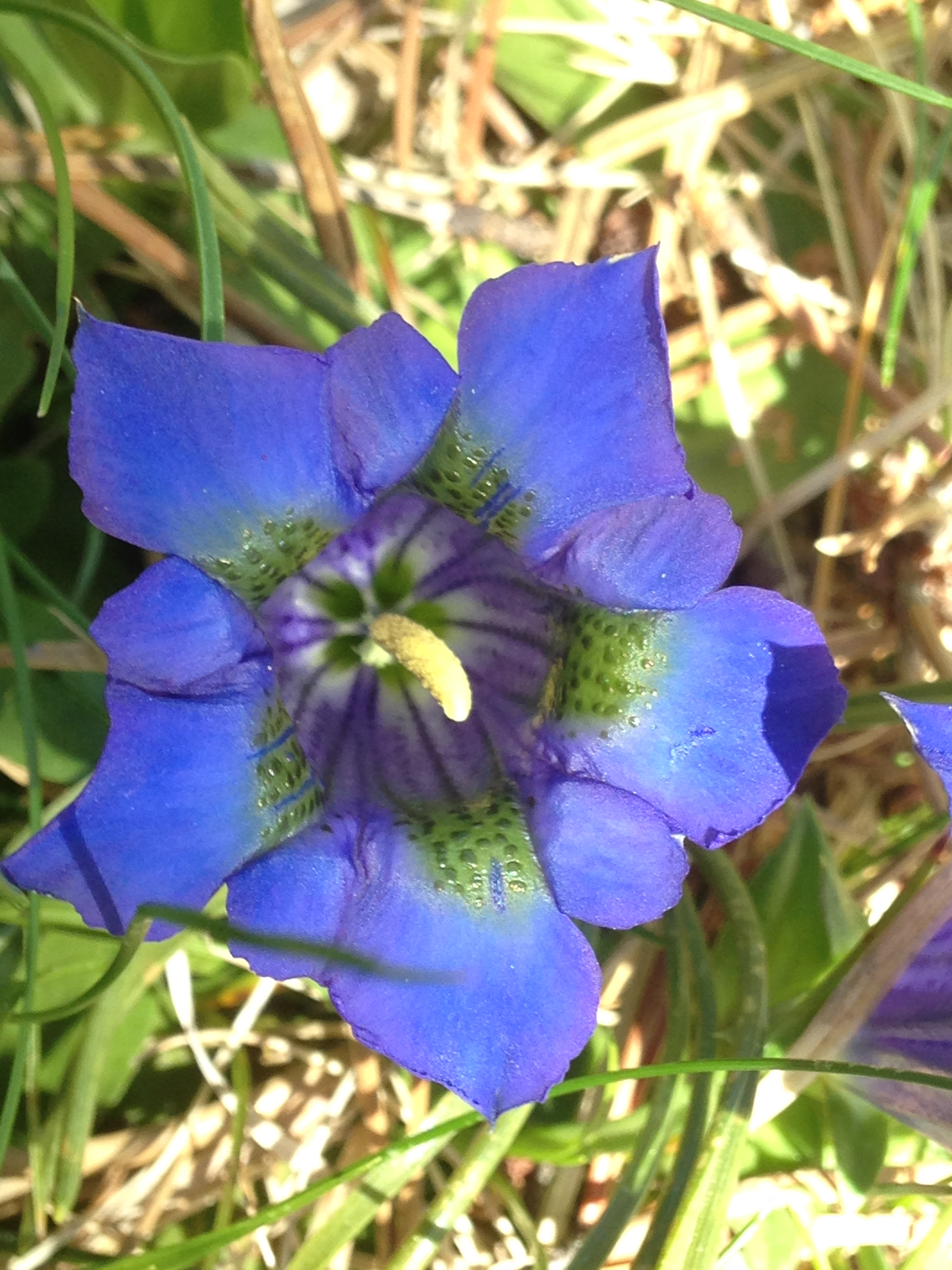
Blüte von oben im Detail

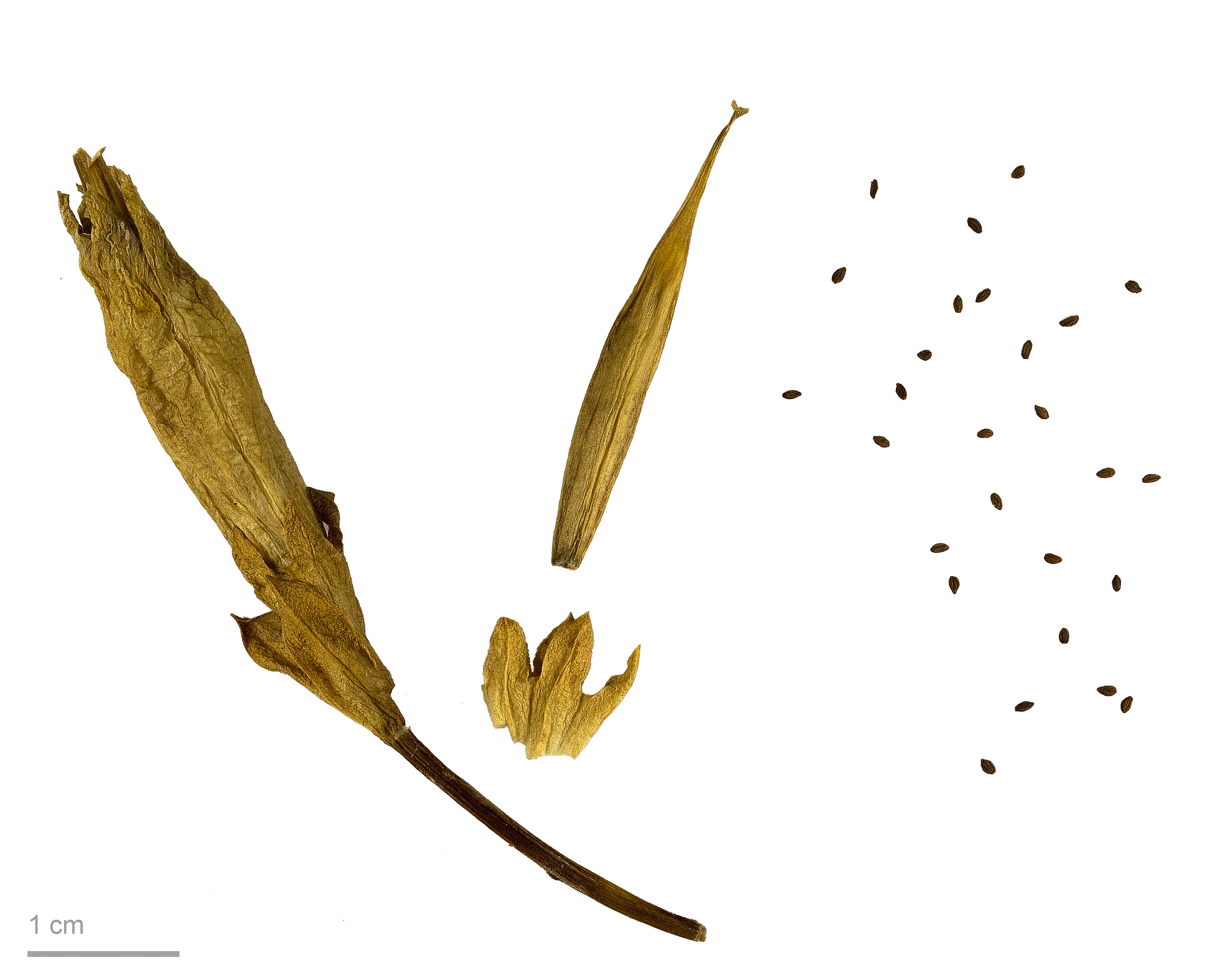
Frucht und Samen

### Vegetative Merkmale
Der Südalpen-Enzian ist eine ausdauernde krautige Pflanze, die Wuchshöhen von nur bis zu 8 Zentimetern erreicht.
Die gegenständigen Laubblätter sind gedrängt an der Basis des Stängels angeordnet. Die lederigen Grundblätter sind mit einer Länge von 1,5 bis 4 Zentimetern wenig länger als breit und breit-elliptisch mit stumpfem oberen Ende und ihre größte Breite liegt in der Mitte. Wenn Stängelblätter vorhanden sind sie bei einer Länge von 9 bis 14 Millimetern elliptisch-lanzettlich mit spitzem oberen Ende. Die Blattränder sind knorpelig.

### Generative Merkmale
Die sitzenden oder kurz gestielten Blüten befinden sich einzeln endständig an den Stängeln.
Die zwittrigen Blüten sind radiärsymmetrisch und fünfzählig mit doppelter Blütenhülle. Die fünf grünen Kelchblätter sind bis zu etwa der Hälfte ihrer Länge zu einer Kelchröhre verwachsen, die in fünf eiförmigen und zur Basis hin verschmälerten Kelchzähnen endet. Die dunkelblaue Krone ist bei einer Länge von 40 bis 70 Millimetern verkehrt-kegelförmig. Im Kronschlund finden sich grüne Punkte, die fünf Kronlappen sind stumpf und meist gerundet. Die Staubbeutel sind verklebt. Die Narbe ist trichterförmig und gefranst.
Die Samen sind ellipsoid und ungeflügelt mit netzig-runzeliger Samenschale.

## Ökologie
Bei Gentiana alpina handelt es sich um einen Hemikryptophyten.

## Vorkommen
Gentiana alpina findet sich im Südwesten und dem Westen der Mittleren Alpen, den Mittleren Pyrenäen sowie in der Sierra Nevada im südlichen Spanien. Es gibt Fundangaben für Spanien, Andorra, Frankreich, die Schweiz und Italien. In Deutschland und Österreich fehlt der Alpen-Enzian.
Diese Art ist kalkmeidend und wächst in Höhenlagen von 2000 bis 2590 Metern. Sie findet in den Alpen ihr Optimum in Pflanzengesellschaften des Verbands Caricion curvulae.
Die ökologischen Zeigerwerte nach Landolt et al. 2010 sind in der Schweiz: Feuchtezahl F = 2+ (frisch), Lichtzahl L = 5 (sehr hell), Reaktionszahl R = 2 (sauer), Temperaturzahl T = 1 (alpin und nival), Nährstoffzahl N = 2 (nährstoffarm), Kontinentalitätszahl K = 3 (subozeanisch bis subkontinental).

## Taxonomie
Die Erstveröffentlichung von Gentiana alpina erfolgte 1779 durch Dominique Villars in  Prospectus de l'Histoire des Plantes de Dauphiné, Seite 22. Synonyme für Gentiana alpina Vill. sind Ciminalis alpina (Vill.) Holub, Gentiana acaulis subsp. alpina (Vill.) O.Bolòs & Vigo.